# 北畠顯家
北畠顯家（1318年—1338年6月10日）是日本南北朝時代的公家兼武將。准大臣北畠親房長子。官位從二位權中納言，死後追贈從一位右大臣。

## 生涯
北畠顯家出身於村上源氏庶流北畠家，其父親北畠親房為後醍醐天皇近侍，與萬里小路宣房、吉田定房並稱後三房。下有二弟北畠顯信與北畠顯能。北畠顯家之子為北畠顯成，即後來改名並成為村上水軍始祖的村上師清。
北畠顯家16歲（1334年）時同父親一起奉義良親王（即後來的後村上天皇）前往陸奧國多賀城（今宮城縣多賀城市），開始經營東北地方。同年敘從二位，次年擔任鎮守府將軍。
就在他被任命為鎮守府將軍的同一年，權臣足利尊氏在鎌倉造反，兵鋒直指京都；於是北畠顯家在12月22日南下勤皇，率奧州兵追擊足利尊氏。顯家行軍神速，1月5日就到達了遠江，僅僅在16天之內就行軍600公里的路程，平均每天至少行走了40公里。1月13日到達近江國的愛知川，包括渡河翻山等等在內行軍速度仍能維持在每天30公里。這樣的行軍速度在日本史上除了後世豐臣秀吉的中國大返還之外是沒有其他例子的。
此後又联同新田義貞、楠木正成等大敗足利軍，迫使足利尊氏退出京都。翌年正月足利尊氏企圖再攻京都，被顯家大破於攝津國，迫使尊氏逃往九州。
3月擔任權中納言，為了掃平叛亂的足利家的支持者而再次回到奧州。4月在相模擊破足利氏派出的阻擊軍斯波家長部。延元2年 / 建武4年（1337年）足利军攻打多賀城，顯家逃往靈山（今福島縣相馬市和伊達市）。同年9月在武藏國兒玉郡淺見山（別名大久保山）周邊地區（現琦玉縣本莊市至兒玉町一帶）發生薊山合戰，击破足利军（若根據《元弘日記》的記載，此戰對官軍皆有利）。
延元3年 / 建武5年（1338年）5月，北畠顯家再度南下征討足利尊氏，奉義良親王为主帅攻打鎌倉，在此戰中擊斃足利家方面的斯波家長。奪取鎌倉之後，顯家與北條時行合流，勢力急劇膨脹。此後顯家軍向西推進，但此時顯家的行军方式变为掠奪性的進攻。《太平記》記載，顯家軍隊所過之處草木不存，並對此進行批判。這可能是由於其根據地靈山被包圍後物資斷絕的不得已之舉。
足利家糾集各地的守護對抗其軍隊，在美濃國的青野原之戰（位於今岐阜縣大垣市）被显家军徹底擊敗，總大將土岐賴遠行蹤不明，損失極慘重。但显家军也元气大伤，因此并未由美浓直接经近江进攻京都，而是退往伊勢整頓，並率軍進出伊賀，企图由大和进攻京都。他以奈良等地為中心，與足利家手下細川家等相戰，在大阪附近的四天王寺之战中大败。旋即纠集力量，与足利军再战于京都附近的男山，获胜。但因兵力不足，无法攻入京都。退至和泉國堺浦的石津作戰。然因援軍遲至，導致與足利大將高師直作戰時大敗潰走，與二百餘騎力戰而死（石津之戰），年僅21歲。

## 人物和逸事
北畠顯家出身公家中的学问世家，年紀輕少时即學養甚高。其好讀《孫子兵法》，相當善戰，是日本有名的少年將軍之一，後世譽之為「花將軍」。他在戰死之前曾向後醍醐天皇呈上諫奏文，共七条，總結了建武新政失敗的原因，並對南朝軍事、政治、稅收、人事、法令等方面提出了一系列建議。
此外，他在討伐足利尊氏時以風林火山為陣旗，是風林火山陣旗的發明者。200年後戰國時代的武田信玄也使用風林火山為陣旗，可能有受到北畠顯家事蹟的影響。